# Marek Deputat
Marek Deputat (ur. 13 maja 1964) – polski biegacz długodystansowy.
Zawodnik klubów: Oleśniczanka Oleśnica, Start Lublin. Mistrz Polski w maratonie (1989) oraz brązowy medalista mistrzostw Polski w biegu na 10 000 metrów (1990).
Rekordy życiowe: 10 000 metrów - 29:00,69 (1990), półmaraton - 1:03:58 (1990), maraton - 2:13:47 (1990).